# Rengat
Rengat est une ville d'Indonésie dans l'île de Sumatra. C'est le chef-lieu du kabupaten d'Indragiri Hulu dans la province de Riau. Le WWF maintient une forêt de conservation (il est nommé « Bukit Tiga Puluh ») près de la ville, mais la zone de conservation n'est plus bien protégé. De nombreuses entreprises prennent les ressources naturelles de la forêt sans permis légal.
Rengat est une ville dans la province de Riau, en Indonésie et Indragiri Hulu capitale de la régence. La ville est traversée par la rivière Indragiri. Originaire de cette région est la tribu Talang Mamak. D'autres tribus en tant qu'immigrés ethniques à Rengat sont d'origine malaise, minang, batak, tionghuoa et douna.

## Le massacre de Rengat
En 1949, lors de la révolution nationale indonésienne, des parachutistes néerlandais massacrèrent des centaines, peut-être des milliers de personnes à Rengat. Pour plus d'informations voir le Massacre de Rengat.

## Culture
A Rengat, il y a aussi un monument construit en mémoire de l'héroïsme d'un régent nommé Sincère (qui est aussi le père biologique du célèbre poète Anwar), dans l'agression militaire hollandaise II en Indonésie.
Le fruit typique de Rengat est le kedondong. Dans le centre-ville il y a une heure et un monument sculpté d'amra fruit dessus. Dodoo amra fruits sont des produits transformés sont également préférés.

## Tourisme
Les endroits intéressants à Rengat :
- Raja Lake (Danau Raja)

- La Grande Mosquée de Rengat (Masjid Raya Rengat)
- Parc national de Bukit Tigapuluh (Taman Nasional Bukit Tigapuluh)
- Lac Menduyan (Danau Menduyan)
- Hulu Lake (Danau Hulu)
- Grande maison (Rumah Tinggi)
- Cascade de Sungai Arang (Air Terjun Sungai Arang)
- Cascade de Pontianai (Air Terjun Pontianani)
- Cascade de Pejangki (Air Terjun Pejangki)
- Cascade de Nunusan (Air Terjun Nunusal)
- Cascade de Siamang (Air Terjun Siamang)
- Cascade de Buyung (Air Terjun Buyung)
- Cascade de Pintu Tujuh (Air Terjun Pintu Tujuh)
- Cascade de Tembulun (Air Terjun Tembulun)
- Cascade de Bukit Lancang (Air Terjun Bukit Lancang)
- Grotte de Sungai Pampang (Gua Sungai Pampang)
- Grotte de Sungai Keruh (Gua Sungai Keruh)
- Grotte de Sungai Kandi (Gua Sungai Kandi)
- Duplicata du palais d'Indragiri (Duplikat Istana Indragiri)
- Bateau Kijang Serong (Roi surdimensionné de bateau) [Perahu Kijang Serong (Perahu Kebesaran Raja)
- Étang de Loyang (Kolam Loyang)
- Culture indigène de Talang Mamak (Budaya Suku Asli Talang Mamak)

## Autre signification
Rengat est aussi le nom d'un tigre de Sumatra mâle au zoo de Toronto.